# 五四文藝節
五四文艺节最早追溯到民国33年（1944年）中华全国文艺界抗敌协会所设立于5月4日之“文艺节”。其创立的过程受到中国国民党和中国共产党之间关于五四文化运动继承之正统争议、五四运动诠释之争等文化角力影响。中国共产党管治下的革命根据地乃至后来的中国大陆地区则在同一日庆祝五四青年节。

## 历史渊源

### 五四纪念活动
1920年5月4日，中国各地为五四运动举办了首次纪念活动，梁啟超、蔡元培等当时的名流均纷纷发表文章，高度评价学生们的表现。1920年代，广州政府和北洋政府持续对峙，北京、天津纪念五四的集会游行被北洋政府禁止，五四运动的纪念中心转移到南京、上海。1923年，中华民国全國學生總會电告各地學生聯合會，决议各地学联每年举办大會，进行纪念。五九国耻、五三济南惨案等事件使得五月初的纪念多带有反日性质，随着中日矛盾日益加深，五四纪念成为抗日禦侮的標誌。东三省沦陷后的1933年，当年的一场纪念会将5月4日定为“中國文化復興運動紀念日”，是为对五四纪念日对首次命名。
1939年3月，陝甘寧邊區西北青年救國聯合會将5月4日定为青年节，中共中央军委主席毛泽东为之撰文和题词，国民政府随后亦将5月4日定为青年节。1939年5月4日为两党共同庆祝的首届五四青年节。1944年，国民政府将5月4日改为文艺节。1949年，中华人民共和国中央人民政府政务院将5月4日改回青年节，而和中华民国之五四文艺节差异至今。

### 青年节和文艺节

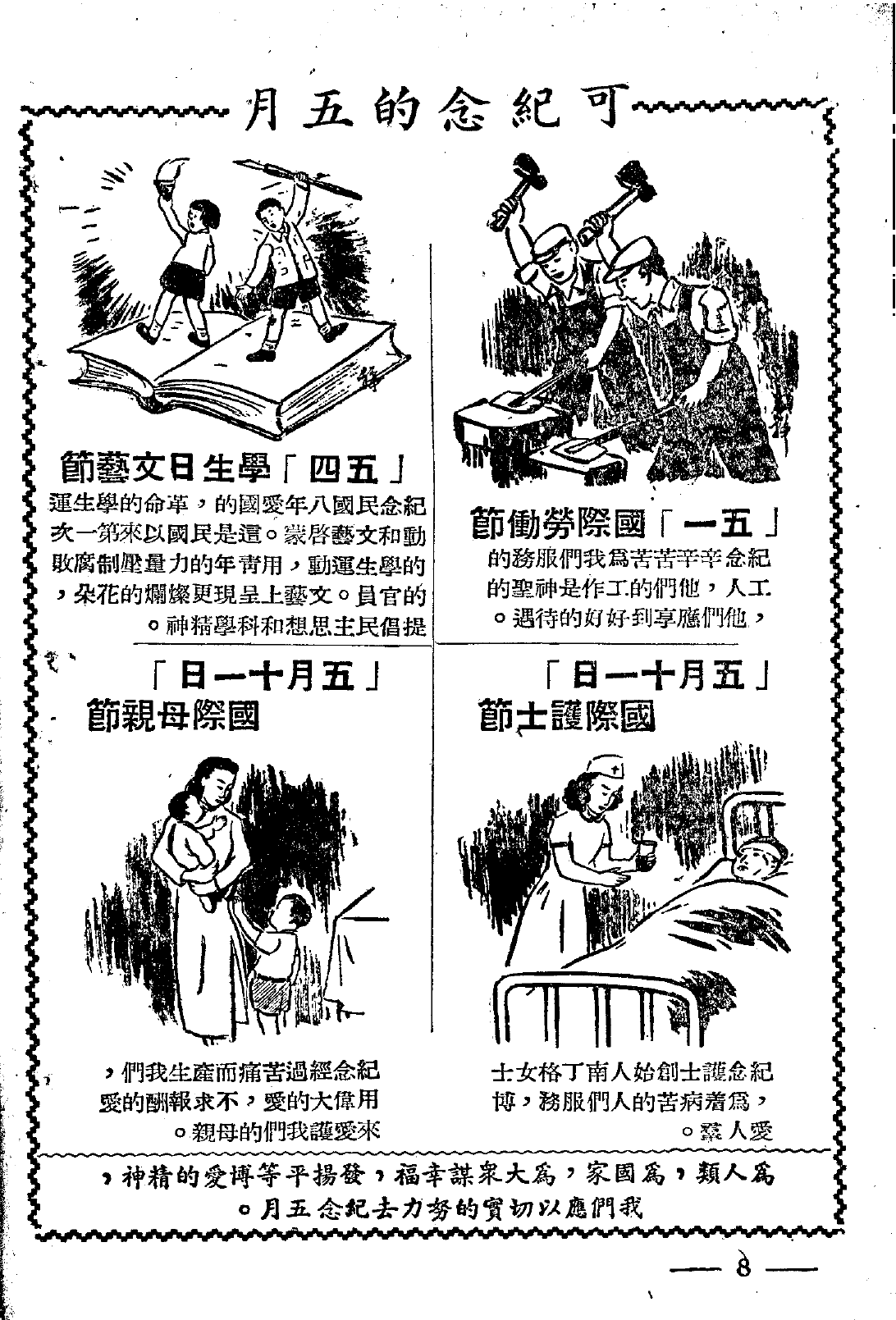
1947年《新儿童》上刊载“可纪念的五月”，其中包含五四文艺节

中国抗日战争期间，中华民国国民政府所规定之文艺节原为3月27日，为庆祝中华全国文艺界抗敌协会设立而定。青年节原为纪念三民主义青年团之设立而定于5月4日，后移至3月29日，改为纪念黄花岗起义的烈士。而5月4日则为青年节。1944年，青年节被改为纪念三民主义青年团之设立的3月29日，引起西南聯合大學等校反对：当年5月3日，西南联合大学还举办题为「捍卫五四精神，發揚五四傳統」的座谈会。在国共内战期间，国民党所设立的3月29日的青年节则成为大众表达对国民党政府不满的场合，中共曾借机发起「爭生存、爭自由、爭和平」 的学生运动。
1950年5月4日，中國文藝協會成立于台北，以当日为文艺节；1950年代起，中華民國政府将5月4日定为文藝節。

## 活动
战后初期，台湾本土籍作家在谈论“五四”时，多强调五四文化运动对台湾自日治时期以来的影响，外省籍作家则以谈论五四反抗国民党的言论钳制，或是希望以五四精神在台湾清除日本文化残留、重建中华文化。国民党政府在1945-1949年的台湾则未进行任何纪念活动。1950年代起，國民黨政府将5月4日定为文藝節，并且创立「五四」文藝獎金，还在每年5月4日举办文艺活动来纪念五四精神。马祖、桃园等地政府机构曾有举办各色活动慶祝文藝節的到來。中國文藝協會则在文艺节当日，举办活动以进行庆祝，另外还会頒發中國文藝獎章，该奖章至今已经有超过800人获得，中华民国总统也曾主持活动，为文艺界人士进行过授勋。洛杉矶、旧金山等地侨界亦举行活动进行庆祝。